# Aquarius najas
Aquarius najas är en insektsart som först beskrevs av DeGeer 1773.  Aquarius najas ingår i släktet Aquarius, och familjen skräddare. Arten är reproducerande i Sverige.

## Bildgalleri

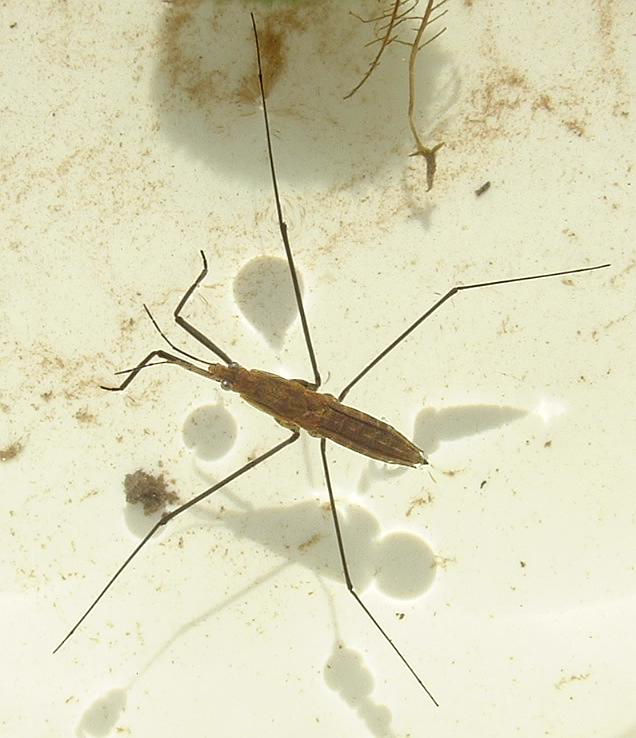
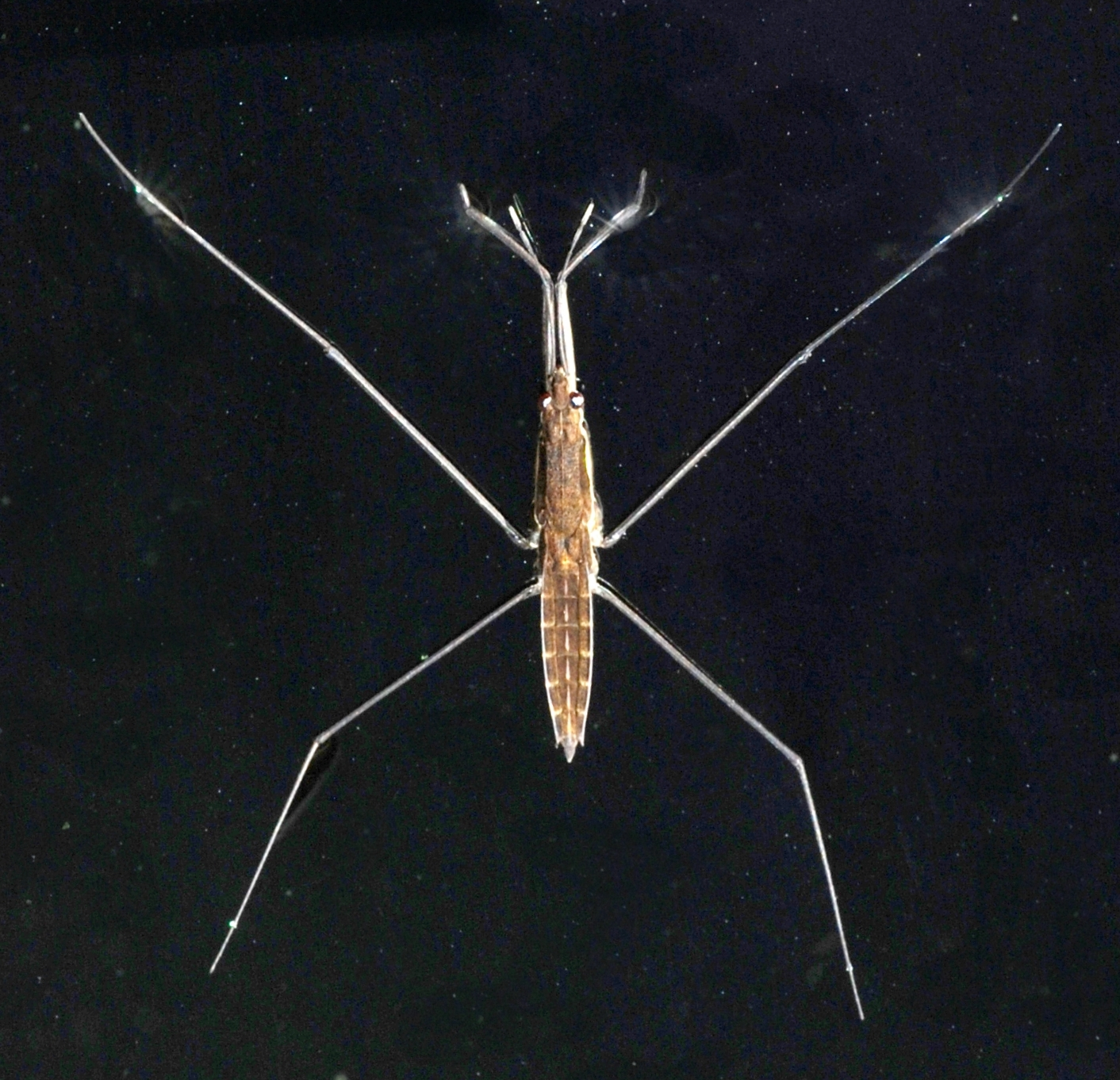